# Künstlerischer Ausdruck

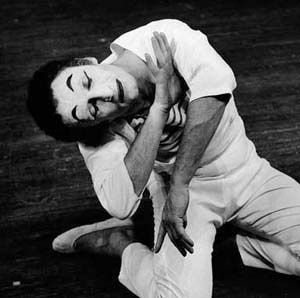
Marcel Marceau (1963)

Der künstlerische Ausdruck ist ein Begriff der Ästhetik und der Theorie der Kunst. Hier bezeichnet er die durch den Einsatz formaler Mittel erzeugte Wirkungsmöglichkeit eines Kunstwerks und seines gestalteten Gehalts auf den Rezipienten, die diesem eine ästhetische Erfahrung und eine Sinnerfahrung zugleich bzw. eine Sinnerfahrung als ästhetische Erfahrung gestattet. Er appelliert so, wie er aus deren Zusammenwirken auf Seiten des Künstlers hervorgeht, mit einem Kommunikationsangebot an Affekte und Emotionen, aber auch an die Vernunft des Rezipienten. Er ist wesentlicher Bestandteil der Substanz eines Kunstwerks. Das Verhältnis von Ausdruck, Sinn und Substanz eines Kunstwerks, "in die auch alle formalen, sinnlichen und expressiven Qualitäten eingehen",  beschrieb der amerikanische Kunstwissenschaftler Abraham Kaplan einst so: "Der Sinn wird durch Ausdruck Substanz; er gibt dem Ausdruck Gehalt und realen Grund." Dabei kann der Grad der Intentionalität des Künstlers und damit der hermeneutische Spielraum des Rezipienten und die Wirkung auf ihn sehr unterschiedlich und letztlich unerschöpflich sein, was durch die Theorie des offenen Kunstwerks Umberto Ecos und die Kunsttheorie des Poststrukturalismus herausgestellt wurde. Denn die Mitwirkung des Rezipienten, der seine geschichtlichen, sozialen, biografischen und ästhetischen Erfahrungen in die Begegnung mit dem Kunstwerk einbringt, beeinflusst auch dessen künstlerischen Ausdruck in jeweils spezifischer Weise.
Für ein Kunstwerk z. B. in der Bildenden Kunst ist ein künstlerischer Ausdruck unabdingbar. 
Eine besondere Rolle spielt er in den darstellenden Künsten, der Schauspielkunst und der Musik, auch dem Tanz (bes. Ballett und Ausdruckstanz) und der Oper.
Im Schauspiel bezeichnet er eine wichtige charakterliche Fähigkeit eines Schauspielers oder Tänzers als Verkörperung einer Personage, wozu die sprachliche Artikulation bzw. Gestik und Mimik gehören. Sie zeigt das Aufgehen in das Rollenverständnis bei einem Schauspieler auf. Hier kann es zu einem Dilemma zwischen individualer Auffassung des Spiels durch den Vortragenden und den Vorstellungen des Regisseurs kommen, wenn dieser eine differierende Auffassung von der Darstellung hat. Bei der Umsetzung eines Dramas, eines Librettos oder Drehbuches kann es je nach dem Selbstverständnis der Aufführenden ebenfalls zu einer Veränderung des künstlerischen Ausdrucks kommen. Nach traditioneller Auffassung bildet diese idealerweise die Vorlage werkgetreu ab und bringt den dieser eignenden künstlerischen Ausdruck zur Darstellung. Dagegen nimmt sich das moderne Regietheater die Freiheit, weitreichende Veränderungen vorzunehmen, um die Vorlage zu aktualisieren und sie in Beziehungen zu den sozialen, politischen und ästhetischen Erfahrungen der Rezipienten zu setzen. Mittel dazu sind neben dem eigentlichen Spiel, unter anderem das Bühnenbild, die Kostüme, Videoinstallationen, akustische Effekte, Musik. Auch der Text selbst kann durch Streichungen, Ergänzungen oder Veränderungen den Erfordernissen angepasst werden, die sich aus den Intentionen der Aufführenden ergeben. Solche Eingriffe haben zumeist auch weitreichende Auswirkungen auf den künstlerischen Ausdruck. Noch weiter geht die Auffassung, erst das unangeleitete Spiel biete die Gewähr des freien künstlerischen Ausdrucks.
In der Musik kommt der künstlerische Ausdruck beim musikalischen Vortrag eines Musikers zum Tragen.